# KV47
Situé dans la vallée des Rois, dans la nécropole thébaine sur la rive ouest du Nil face à Louxor en Égypte, KV 47 est le tombeau du pharaon Siptah.